# Система въпрос-отговор
В областта на извличането на информация и обработката на естествените езици, системата въпрос-отговор (на английски: Question answering, QA) изпълнява задачата автоматично да отговаря на въпрос зададен на естествен език. За да намери отговора на даден въпрос, една QA програма може да използва или предварително създадена база данни или набор от документи на естествен език (като например World Wide Web).